# Цринча (Пазарджицька область)
Цри́нча (болг. Црънча) — село в Пазарджицькій області Болгарії. Входить до складу общини Пазарджик.

## Населення
За даними перепису населення 2011 року у селі проживали 1107 осіб.
Національний склад населення села:
| Національність   | Кількість осіб | Відсоток |
| ---------------- | -------------- | -------- |
| болгари          | 1068           | 98,6%    |
| турки            | 8              | 0,7%     |
| інша             | 5              | 0,5%     |
| Всього відповіли | 1083           |          |

Розподіл населення за віком у 2011 році:
Динаміка населення: